# Pomník obětem první světové války v Žamberku
Pomník obětem první světové války v Žamberku byl realizován žamberským rodákem , sochařem Františkem Rousem a odhalen u příležitosti 10. výročí vzniku Československé republiky v říjnu roku 1928.
Pomník stojí ve Vojáčkových sadech, vedle budovy pověřeného úřadu a je orientován čelem k budově bývalé Orlovny.
Na pomníku je uvedeno 99 jmen osob, padlých, nezvěstných a zemřelých na následky zranění. Před pomníkem stojí dva sloupky, na kterých jsou uvedena jména nezvěstných a zemřelých osob, která autor dostal pravděpodobně v době, kdy už je nebylo možné umístit na hlavním pomníku. Přední strana je obrácena k západu, zadní strana k východu, levá k severu a pravá k jihu.
| Západ – padli              | Jih - nezvěstní     | Východ - padli             | Sever - zemřeli             |
| -------------------------- | ------------------- | -------------------------- | --------------------------- |
| BALAŠ FR. 1885 – 1915      | BULÍČEK VÁC. 1892   | POZDĚNA KAR. 1890 – 1915   | BLAŽEK FRT. 1891 – 1922     |
| BARNET VÁCL. 1890 – 1918   | DOLEČEK ANT. 1875   | POZDĚNA VIL. 1893 – 1916   | BŘÍZA JOS. 1897 – 1920      |
| BURYŠKA ANT. 1892 – 1916   | FREYBERG JAR. 1887  | PŘÍHODA VÁC. 1874 – 1915   | GLÜCKSELIG B. 1893 – 1920   |
| ČELECHOVSKÝ R. 1884 – 1915 | HYNEK ANT. 1891     | SADIL VÁC. 1877 – 1916     | HOVAD FRT. 1885 – 1917      |
| BULÍČEK ANT. 1898 – 1918   | KACÁLEK ANT. 1885   | SEIDLITZ KAR. 1888 – 1915  | KALOUS VÁC. 1895 – 1918     |
| ČÍŽEK JAR. 1890 - 1916     | KALOUSEK FRT. 1890  | STEJSKAL BŘET. 1894 – 1915 | KOTYZA JAN 1876 – 1917      |
| DURCHÁNEK FR. 1895 – 1916  | KALOUS JOS. 1879    | TREJTNAR RUD. 1891 – 1915  | LESÁK JAN 1880 – 1917       |
| FILIP JAN 1874 – 1918      | HUBÁLEK FRT. 1892   | TREJTNAR JOS. 1889 – 1914  | MAREŠ VÁC. 1874 – 1923      |
| FRÖDE KAM. 1874 – 1918     | KOPECKÝ JAN. 1871   | REJNUŠ JOS. 1885 – 1915    | MALÍK RUD. 1883 – 1914      |
| HAVLENA BED. 1888 – 1918   | KREJSA AD. 1895     | URBÁNEK VINC. 1898 – 1918  | MERGANC J. 1894 - 1920      |
| HOLUBÁŘ JAN 1892 – 1914    | KREJSA KAR. 1889    | ŽABKA ANT. 1885 – 1917     | PROSS AD. 1884 – 1915       |
| CHRAMOSTA JOS. 1882 – 1919 | KAVKA FRT. 1892     | ŽIŽKA JOS. 1887 – 1916     | RYCL FR. 1882 – 1914        |
| JAROŠ VÁC. 1883 – 1918     | KUMPOŠT FRT. 1885   | DOLEČEK JOS. 1893 – 1914   | MATYÁŠ FR. 1877 – 1915      |
| JIROUT KAR. 1892 – 1915    | LESÁK ČEN. 1876     | LEDR ANT. 1878 – 1915      | MITVALSKÝ FR. 1886 – 1915   |
| KODYTEK VÁC. 1890 – 1917   | MALEČEK FRT. 1885   | HUBÁLEK JOS. 1901 – 1915   | ŠARAPATKA JIN. 1876 – 1917  |
| KOHOUT JAR. 1886 – 1916    | MAREŠ BOH. 1896     | PLOCK FR. 1886 – 1915      | ŠTĚPÁN FR. 1886 – 1918      |
| KUMPOŠT JOS. 1881 – 1915   | MAREŠ OLD. 1898     | STRNAD VÁC. údaj chybí     | TOBIŠKA FR. 1877 – 1917     |
| LIFKA KAR. 1880 – 1915     | MERGANC LAD. 1895   | FRÖDE FR. údaj chybí       | TOMEK JOS. 1869 – 1917      |
| MAREŠ JAN 1890 – 1917      | NAKSERA JOS. 1887   | HLAVSA KAR. 1893 – 1915    | VEINGARTEN FRT. 1897 – 1917 |
| MARTÍNEK FRT. 1882 – 1914  | PAZOUREK BERN. 1889 | HUBÁLEK ANT. 1890 – 1918   | VACEK JAN 1887 – 1915       |
| MARTÍNEK KAR. 1891 – 1914  | SMUTNÝ JOS. 1877    | VALENTA VIL. 1879 – 1914   | VACEK JOS. 1869 – 1914      |
| MERGANC JAN 1894 – 1917    | VELICKÝ FRT. 1883   | DOSTÁLEK FRT. 1872 – 1916  | ŽABKA VÁC. 1885 – 1917      |
| MIKYSKA FRT. 1895 – 1917   | ZAHRÁTKA JAR. 18.?? | SERBOUSEK BAS. 1880 – 1917 | ŽABKA KAR. 1887 – 1914      |
| MIKYSKA JOS. 1900 – 1918   | ZÁŘECKÝ JOS. 1887   | ŽABKA KAR. 1883 – 1916     |                             |
| NOVOTNÝ FRT. 1884 – 1915   | ŽABKA JOS. 1889     |                            |                             |
| PARISH JIŘÍ 1896 – 1915    |                     |                            |                             |
| PAZOUREK JIND. 1897 – 1918 |                     |                            |                             |

| levý sloupek - nezvěstní | pravý sloupek - zemřeli  |
| ------------------------ | ------------------------ |
| KRÁL JOS. 1884           | KALOUSEK JAN 1870 – 1919 |
| MITVALSKÝ AN. 1887       | VÍTEK JAN 1882 – 1915    |
| POHLFREICH FERD. 1879    | BROULÍK FL. 1878 – 1921  |
|                          | KNOP FR. 1894 – 1918     |
|                          | ROJA ZD. 1900 – 1918     |
|                          | HAVELSKÝ VL. 1895 – 1918 |
|                          | KRÁL VÁCL. 1860 – 1918   |